# Tesoro
Tesoro (ранее — Tesoro Corporation) — независимая американская компания, занимавшаяся нефтепереработкой и реализацией продукции нефтепереработки. Штаб-квартира компании находилась в Сан-Антонио, штат Техас, компания занимала 482-е место в Fortune Global 500 за 2011 год. В 2018 году была поглощена Marathon Petroleum.

## История

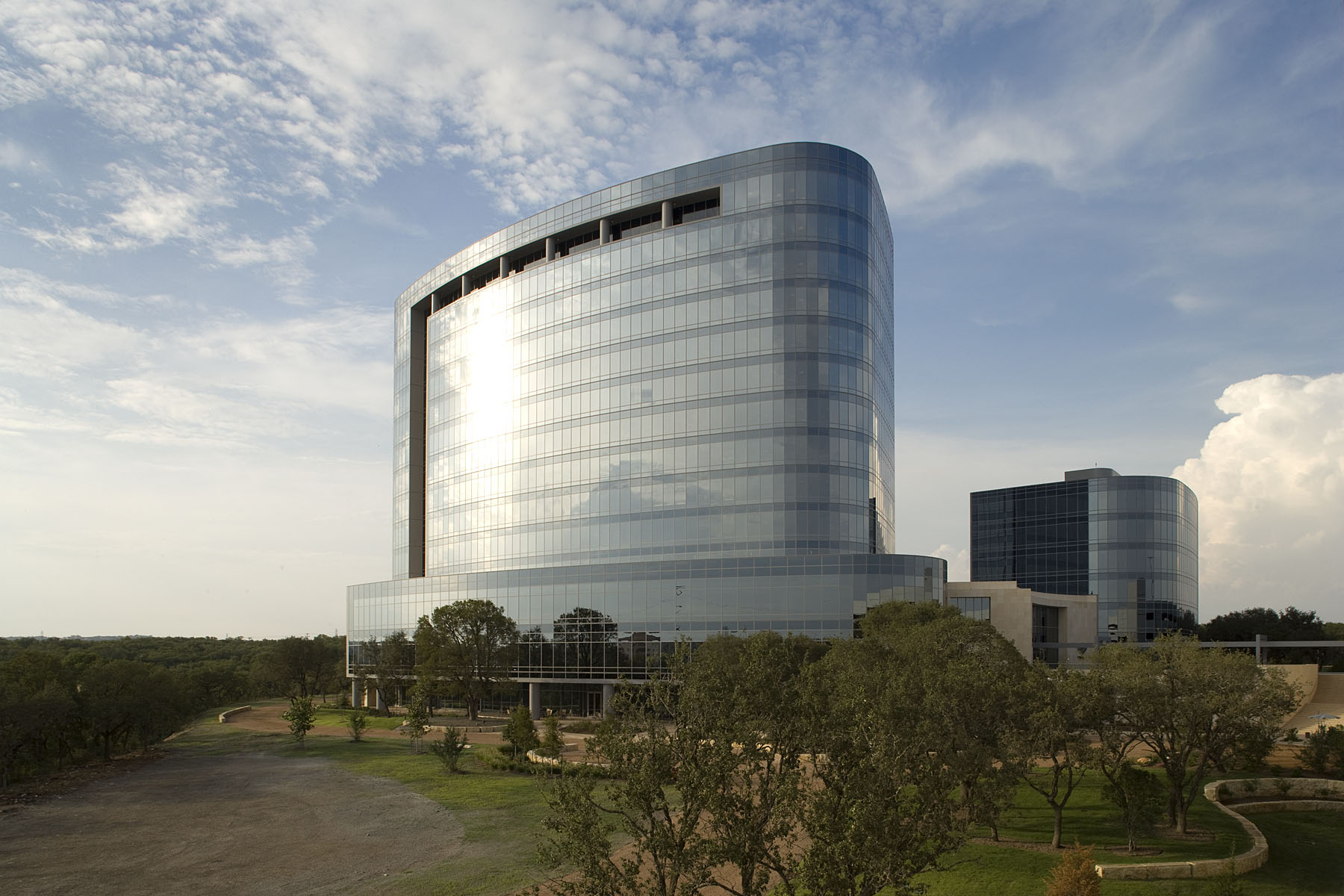
Штаб-квартира компании в Сан-Антонио

Tesoro была основана в 1968 году Робертом Уэстом младшим как нефтедобывающая компания. Уже в 1969 году начал функционировать первый НПЗ компании на Аляске.
В 1998 году Tesoro приобрела у BHP Americas НПЗ на Гавайских островах вместе с нефтяным терминалом и сетью из 30 АЗС. В том же году у компании Shell был приобретён НПЗ в штате Вашингтон.
В 2001 году компания приобрела ещё 2 НПЗ у нефтяной компании BP Amoco: в Северной Дакоте и Юте.
В 2002 году был приобретён НПЗ в Калифорнии у Valero Energy.
В 2003 году был куплен нефтяной и газовый терминал в Персидском заливе, а также ряд НПЗ.
В 2007 году был куплен НПЗ у компании Shell в Лос-Анджелесе, а также 250 АЗС в Калифорнии. В этом же году была куплена нефтяная компания USA Gasoline. В 2016 году была куплена нефтеперерабатывающая компания Western Refining. В 2017 году название Tesoro было сменено на Andeavor.
1 октября 2018 года Andeavor была поглощена Marathon Petroleum, сумма сделки составила 23,3 млрд долларов.

## Деятельность

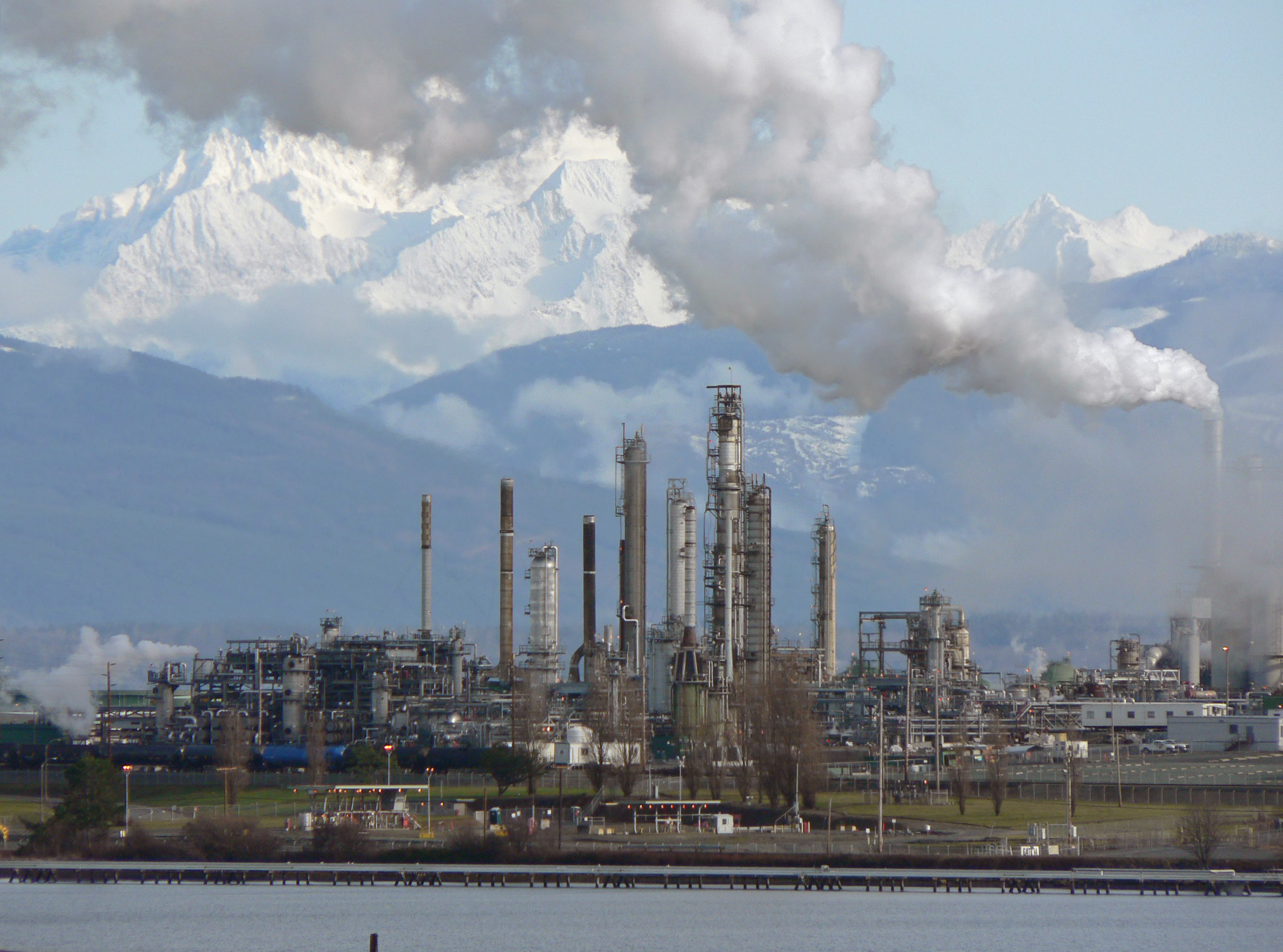
НПЗ компании в Анакортесе

Перерабатывающие мощности компании составляли 560 тыс. баррелей нефти в сутки. Компания владела 879 АЗС в 15 штатах под брендами Tesoro и Mirastar.